# Cratere Nilsson
Nilsson  è un cratere sulla superficie di Venere. Deve il proprio nome alla cantante lirica e violinista svedese Christina Nilsson.